# Dighton (Massachusetts)
Dighton è un comune degli Stati Uniti d'America facente parte della contea di Bristol nello stato del Massachusetts.